# کرگلوئن
کرگلوئن (به فرانسوی: Corgoloin) یک کمون در فرانسه با جمعیت ۹۴۶ نفر است که در Canton of Nuits-Saint-Georges واقع شده‌است.